# گوهر، پاکستان
گوهر (به انگلیسی: Gohar) یک منطقهٔ مسکونی در پاکستان است که در پنجاب واقع شده‌است. گوهر ۲۰۶ متر بالاتر از سطح دریا واقع شده‌است.